# Child of the Universe
Child of the Universe è il quarto album in studio della cantautrice australiana Delta Goodrem, pubblicato il 26 ottobre 2012 attraverso l'etichetta discografica Sony Music. L'album è stato preceduto da tre singoli contenuti in esso: Sitting on Top of the World, Dancing with a Broken Heart e Wish You Were Here.

## Singoli
- Sitting on Top of the World - Primo singolo dell'album, pubblicato in radio il 5 aprile 2012 e pubblicato ufficialmente il 13 aprile 2012.
- Dancing with a Broken Heart - Secondo singolo dell'album, pubblicato in radio il 26 luglio 2012 e pubblicato ufficialmente il 10 agosto 2012.
- Wish You Were Here - Terzo singolo dell'album, pubblicato in radio il 4 ottobre 2012 e pubblicato ufficialmente il 12 ottobre 2012.

## Tracce
1. Child of the Universe – 4:13 (Delta Goodrem, Gary Clark)
2. Touch – 4:21 (Delta Goodrem, Gary Clark)
3. Wish You Were Here – 4:36 (Delta Goodrem, Gary Clark)
4. Knocked Out – 3:50 (Delta Goodrem, Vince Pizzinga, Gary Clark)
5. Sitting on Top of the World – 3:58 (Delta Goodrem, John Shanks)
6. I'm Not Ready – 4:49 (Delta Goodrem, Vince Pizzinga)
7. Hunters and the Wolves – 3:29 (Delta Goodrem, Vince Pizzinga, Eric Rosse)
8. Dancing with a Broken Heart – 3:48 (Delta Goodrem, Vince Pizzinga, Nigel Hove) – (Remix)
9. Hypnotized – 3:43 (Delta Goodrem, Vince Pizzinga, John Shanks)
10. Safe to Believe – 4:38 (Delta Goodrem, Gary Clark, Vince Pizzinga, Nick Jonas)
11. The Speed of Life – 3:38 (Delta Goodrem, Gary Clark)
12. War on Love – 3:49 (Delta Goodrem, John Shanks)
13. I Lost All Love 4 You – 3:50 (Delta Goodrem, Martin Terefe)
14. When My Stars Come Out – 3:30 (Delta Goodrem, Gary Clark, Livvi Franc)
15. Control – 4:02 (Delta Goodrem, Gary Clark)

Durata totale: 60:14